# Ахац III фон дер Шуленбург
Ахац III фон дер Шуленбург (на немски: Achaz III von der Schulenburg; * 29 септември 1602, Хелен, Долна Саксония; † 6 януари 1661, Хелен на Везер, долна Саксония) е граф от Бялата линия на род фон дер Шуленбург.

## Произход
Той е по-малкият син (от 13 деца) на граф Албрехт VI фон дер Шуленбург (1557 – 1607) и съпругата му графиня Олека фон Залдерн († 1622), дъщеря на Хайнрих фон Залдерн (1532 – 1588) и Маргарета фон Велтхайм († сл. 1599), дъщеря на Левин „Дългия“ фон Велтхайм.

## Фамилия
Първи брак: през 1638 г. за Доротея Елизабет фон Бюлов (* 9 октомври 1618; † 12 май 1647, Хелен), дъщеря на Юлиус фон Бюлов (1575 – 1639) и Елизабет София фон Церсен (1590 – 1637). Те имат осем деца:
- Еулалия Елизабет фон дер Шуленбург (1639 – 1658), омъжена за Фалк Адолф фон Узлар
- Алберт фон дер Шуленбург
- Отилия фон дер Шуленбург, омъжена за Адам фон Узлар
- Илза Аделхайд фон дер Шуленбург (1641 – 1663)
- София Хедвиг фон дер Шуленбург (1642 – 1704)
- Анна Доротея фон дер Шуленбург (1644 – 1682)
- Хелена фон дер Шуленбург (1645 – 1648)
- Фридрих Ахац фон дер Шуленбург (* 3 май 1647, Хелен; † 25 май 1701, Хелен), женен на 28 юни 1681 г. в Хелен за Маргарета Гертруд фон дер Шуленбург (* 25 ноември 1659, Хале/Заале; † 5 август 1697, Волфенбютел), дъщеря на Густав Адолф фон дер Шуленбург (1632 – 1691) и Петронела Отилия фон Швенке (1637 – 1674); имат девет деца, два сина порастват.

Втори брак: през 1649 г. за Амалия Хелена фон Аделебзен (1604 – 1680). Бракът е бездетен.